# Tamaria tumescens
Tamaria tumescens är en sjöstjärneart som först beskrevs av Jean Baptiste François René Koehler 1910.  Tamaria tumescens ingår i släktet Tamaria och familjen Ophidiasteridae. Inga underarter finns listade i Catalogue of Life.